# 前7世纪国家领导人列表
本列表列出公元前7世紀（公元前700年–公元前601年）各國家的國家元首。

## 亞洲

### 東亞
- 中国（东周春秋列国）-

| 王朝   | 称号     | 头衔（爵位） | 姓 | 起始年      | 终止年      | 备注                       |
| ------ | -------- | ------------ | -- | ----------- | ----------- | -------------------------- |
| 东周   | 周桓王   | 天子         | 姬 | 前720年     | 前697年     |                            |
| 东周   | 周庄王   | 天子         | 姬 | 前697年     | 前682年     |                            |
| 东周   | 周僖王   | 天子         | 姬 | 前682年     | 前677年     |                            |
| 东周   | 周惠王   | 天子         | 姬 | 前677年     | 前675年     |                            |
| 东周   | 王子颓   | 天子         | 姬 | 前675年     | 前673年     |                            |
| 东周   | 周惠王   | 天子         | 姬 | 前673年     | 前652年     |                            |
| 东周   | 周襄王   | 天子         | 姬 | 前652年     | 前619年     |                            |
| 东周   | 周顷王   | 天子         | 姬 | 前619年     | 前613年     |                            |
| 东周   | 周匡王   | 天子         | 姬 | 前613年     | 前607年     |                            |
| 东周   | 周定王   | 天子         | 姬 | 前607年     | 前586年     |                            |
| 鲁国   | 鲁桓公   | 侯           | 姬 | 前712年     | 前694年     |                            |
| 鲁国   | 鲁庄公   | 侯           | 姬 | 前694年     | 前662年     |                            |
| 鲁国   | 子般     | 侯           | 姬 | 前662年     | 前662年     |                            |
| 鲁国   | 鲁闵公   | 侯           | 姬 | 前662年     | 前660年     |                            |
| 鲁国   | 鲁僖公   | 侯           | 姬 | 前660年     | 前627年     |                            |
| 鲁国   | 鲁文公   | 侯           | 姬 | 前627年     | 前609年     |                            |
| 鲁国   | 鲁宣公   | 侯           | 姬 | 前609年     | 前591年     |                            |
| 卫国   | 卫宣公   | 侯           | 姬 | 前719年     | 前700年     |                            |
| 卫国   | 卫惠公   | 侯           | 姬 | 前700年     | 前696年     |                            |
| 卫国   | 黔牟     | 侯           | 姬 | 前696年     | 前688年     |                            |
| 卫国   | 卫惠公   | 侯           | 姬 | 前688年     | 前669年     |                            |
| 卫国   | 卫懿公   | 侯           | 姬 | 前669年     | 前660年     |                            |
| 卫国   | 卫戴公   | 侯           | 姬 | 前660年     | 前660年     |                            |
| 卫国   | 卫文公   | 侯           | 姬 | 前660年     | 前635年     |                            |
| 卫国   | 卫成公   | 侯           | 姬 | 前635年     | 前632年     |                            |
| 卫国   | 卫君瑕   | 侯           | 姬 | 前632年     | 前632年     |                            |
| 卫国   | 卫成公   | 侯           | 姬 | 前632年     | 前600年     |                            |
| 晋国   | 晋侯缗   | 侯           | 姬 | 前705年     | 前679年     |                            |
| 晋国   | 晋武公   | 侯           | 姬 | 前679年     | 前677年     | 前716年至前679年为曲沃武公 |
| 晋国   | 晋献公   | 侯           | 姬 | 前677年     | 前651年     |                            |
| 晋国   | 奚齐     | 侯           | 姬 | 前651年     | 前651年     |                            |
| 晋国   | 卓子     | 侯           | 姬 | 前651年     | 前651年     |                            |
| 晋国   | 晋惠公   | 侯           | 姬 | 前651年     | 前637年     |                            |
| 晋国   | 晋怀公   | 侯           | 姬 | 前637年     | 前637年     |                            |
| 晋国   | 晋文公   | 侯           | 姬 | 前637年     | 前628年     |                            |
| 晋国   | 晋襄公   | 侯           | 姬 | 前628年     | 前621年     |                            |
| 晋国   | 晋灵公   | 侯           | 姬 | 前621年     | 前607年     |                            |
| 晋国   | 晋成公   | 侯           | 姬 | 前607年     | 前600年     |                            |
| 郑国   | 郑昭公   | 伯           | 姬 | 前701年     | 前700年     |                            |
| 郑国   | 郑厉公   | 伯           | 姬 | 前700年     | 前697年     |                            |
| 郑国   | 郑昭公   | 伯           | 姬 | 前697年     | 前695年     |                            |
| 郑国   | 子亹     | 伯           | 姬 | 前695年     | 前694年     |                            |
| 郑国   | 郑子婴   | 伯           | 姬 | 前694年     | 前680年     |                            |
| 郑国   | 郑厉公   | 伯           | 姬 | 前680年     | 前673年     |                            |
| 郑国   | 郑文公   | 伯           | 姬 | 前673年     | 前628年     |                            |
| 郑国   | 郑穆公   | 伯           | 姬 | 前628年     | 前606年     |                            |
| 郑国   | 郑灵公   | 伯           | 姬 | 前606年     | 前605年     |                            |
| 郑国   | 郑襄公   | 伯           | 姬 | 前605年     | 前587年     |                            |
| 燕国   | 燕宣侯   | 侯           | 姬 | 前711年     | 前698年     |                            |
| 燕国   | 燕桓侯   | 侯           | 姬 | 前698年     | 前691年     |                            |
| 燕国   | 燕庄公   | 侯           | 姬 | 前691年     | 前658年     |                            |
| 燕国   | 燕襄公   | 侯           | 姬 | 前658年     | 前618年     |                            |
| 燕国   | 燕桓公   | 侯           | 姬 | 前618年     | 前602年     |                            |
| 燕国   | 燕宣公   | 侯           | 姬 | 前602年     | 前587年     |                            |
| 吴国   | 转       | 子           | 姬 | ？          | ？          |                            |
| 吴国   | 颇高     | 子           | 姬 | ？          | ？          |                            |
| 吴国   | 句卑     | 子           | 姬 | ？          | ？          |                            |
| 吴国   | 去齐     | 子           | 姬 | ？          | 前586年     |                            |
| 齐国   | 齐僖公   | 侯           | 姜 | 前731年     | 前698年     |                            |
| 齐国   | 齐襄公   | 侯           | 姜 | 前698年     | 前686年     |                            |
| 齐国   | 公孙无知 | 侯           | 姜 | 前686年     | 前686年     |                            |
| 齐国   | 齐桓公   | 侯           | 姜 | 前686年     | 前643年     |                            |
| 齐国   | 齐君无诡 | 侯           | 姜 | 前643年     | 前643年     |                            |
| 齐国   | 齐孝公   | 侯           | 姜 | 前643年     | 前633年     |                            |
| 齐国   | 齐昭公   | 侯           | 姜 | 前633年     | 前613年     |                            |
| 齐国   | 齐君舍   | 侯           | 姜 | 前613年     | 前613年     |                            |
| 齐国   | 齐懿公   | 侯           | 姜 | 前613年     | 前609年     |                            |
| 齐国   | 齐惠公   | 侯           | 姜 | 前609年     | 前599年     |                            |
| 楚国   | 楚武王   | 王           | 芈 | 前741年     | 前690年     |                            |
| 楚国   | 楚文王   | 王           | 芈 | 前690年     | 前675年     |                            |
| 楚国   | 堵敖     | 王           | 芈 | 前675年     | 前672年     |                            |
| 楚国   | 楚成王   | 王           | 芈 | 前672年     | 前626年     |                            |
| 楚国   | 楚穆王   | 王           | 芈 | 前626年     | 前614年     |                            |
| 楚国   | 楚庄王   | 王           | 芈 | 前614年     | 前591年     |                            |
| 秦国   | 秦出子   | 伯           | 嬴 | 前704年     | 前698年     |                            |
| 秦国   | 秦武公   | 伯           | 嬴 | 前698年     | 前678年     |                            |
| 秦国   | 秦德公   | 伯           | 嬴 | 前678年     | 前676年     |                            |
| 秦国   | 秦宣公   | 伯           | 嬴 | 前676年     | 前664年     |                            |
| 秦国   | 秦成公   | 伯           | 嬴 | 前664年     | 前660年     |                            |
| 秦国   | 秦穆公   | 伯           | 嬴 | 前660年     | 前621年     |                            |
| 秦国   | 秦康公   | 伯           | 嬴 | 前621年     | 前609年     |                            |
| 秦国   | 秦共公   | 伯           | 嬴 | 前609年     | 前605年     |                            |
| 秦国   | 秦桓公   | 伯           | 嬴 | 前605年     | 前577年     |                            |
| 宋国   | 宋庄公   | 公           | 子 | 前711年     | 前692年     |                            |
| 宋国   | 宋閔公   | 公           | 子 | 前692年     | 前682年     |                            |
| 宋国   | 子游     | 公           | 子 | 前682年     | 前682年     |                            |
| 宋国   | 宋桓公   | 公           | 子 | 前682年     | 前651年     |                            |
| 宋国   | 宋襄公   | 公           | 子 | 前651年     | 前637年     |                            |
| 宋国   | 宋成公   | 公           | 子 | 前637年     | 前620年     |                            |
| 宋国   | 公弟禦   | 公           | 子 | 前620年     | 前620年     |                            |
| 宋国   | 宋昭公   | 公           | 子 | 前620年     | 前611年     |                            |
| 宋国   | 宋文公   | 公           | 子 | 前611年     | 前589年     |                            |
| 陈国   | 陈厉公   | 侯           | 妫 | 前707年     | 前700年     |                            |
| 陈国   | 陈庄公   | 侯           | 妫 | 前700年     | 前693年     |                            |
| 陈国   | 陈宣公   | 侯           | 妫 | 前693年     | 前648年     |                            |
| 陈国   | 陈穆公   | 侯           | 妫 | 前648年     | 前632年     |                            |
| 陈国   | 陳共公   | 侯           | 妫 | 前632年     | 前614年     |                            |
| 陈国   | 陈灵公   | 侯           | 妫 | 前614年     | 前599年     |                            |
| 蔡国   | 蔡桓侯   | 侯           | 姬 | 前715年     | 前695年     |                            |
| 蔡国   | 蔡哀侯   | 侯           | 姬 | 前695年     | 前675年     |                            |
| 蔡国   | 蔡穆侯   | 侯           | 姬 | 前675年     | 前646年     |                            |
| 蔡国   | 蔡庄侯   | 侯           | 姬 | 前646年     | 前612年     |                            |
| 蔡国   | 蔡文侯   | 侯           | 姬 | 前612年     | 前592年     |                            |
| 曹国   | 曹庄公   | 伯           | 姬 | 前702年     | 前671年     |                            |
| 曹国   | 曹釐公   | 伯           | 姬 | 前671年     | 前662年     |                            |
| 曹国   | 曹昭公   | 伯           | 姬 | 前662年     | 前653年     |                            |
| 曹国   | 曹共公   | 伯           | 姬 | 前653年     | 前618年     |                            |
| 曹国   | 曹文公   | 伯           | 姬 | 前618年     | 前595年     |                            |
| 杞国   | 杞靖公   | 伯           | 姒 | 前704年     | 前681年     |                            |
| 杞国   | 杞共公   | 伯           | 姒 | 前681年     | 前673年     |                            |
| 杞国   | 杞德公   | 伯           | 姒 | 前673年     | 前655年     |                            |
| 杞国   | 杞成公   | 伯           | 姒 | 前655年     | 前637年     |                            |
| 杞国   | 杞桓公   | 伯           | 姒 | 前637年     | 前567年     |                            |
| 许国   | 许桓公   | 男           | 姜 | 前712年     | 前698年     |                            |
| 许国   | 许穆公   | 男           | 姜 | 前698年     | 前656年     |                            |
| 许国   | 许僖公   | 男           | 姜 | 前656年     | 前622年     |                            |
| 许国   | 许昭公   | 男           | 姜 | 前622年     | 前592年     |                            |
| 莒国   | 莒敖穆公 | 子           | 己 | ？          | ？          |                            |
| 莒国   | 莒兹丕公 | 子           | 己 | ？          | ？          |                            |
| 莒国   | 莒纪公   | 子           | 己 | ？          | 前610年     |                            |
| 莒国   | 莒厉公   | 子           | 己 | 前610年     | 前609年     |                            |
| 莒国   | 莒渠丘公 | 子           | 己 | 前609年     | 前578年     |                            |
| 邾国   | 邾安公   | 子           | 曹 | ？          | 前678年     |                            |
| 邾国   | 邾宪公   | 子           | 曹 | 前678年     | 前666年     |                            |
| 邾国   | 邾文公   | 子           | 曹 | 前666年     | 前615年     |                            |
| 邾国   | 邾定公   | 子           | 曹 | 前615年     | 前573年     |                            |
| 小邾国 | 郳犁来   | 子           | 曹 | 前689年前后 | 前689年前后 |                            |
| 滕国   | 滕子     | 侯           | 姬 | 前678年前后 | 前678年前后 |                            |
| 滕国   | 滕宣公   | 侯           | 姬 | ？          | 前641年     |                            |
| 滕国   | 滕孝公   | 侯           | 姬 | 前641年     | ？          |                            |
| 滕国   | 滕昭公   | 侯           | 姬 | ？          | 前600年     |                            |
| 薛国   | 薛伯     | 伯           | 任 | ？          | 前663年     |                            |
| 周邑   | 周桓公   | 公           | 姬 | 前720年之前 | 前693年     |                            |
| 周邑   | 宰孔     | 公           | 姬 | 前651年前后 | 前651年前后 |                            |
| 周邑   | 周公忌父 | 公           | 姬 | ？          | 前636年     |                            |
| 周邑   | 周公阅   | 公           | 姬 | 前636年     | ？          |                            |
| 召国   | 召伯廖   | 伯           | 姬 | 前667年前后 | 前667年前后 |                            |
| 召国   | 召武公   | 伯           | 姬 | 前649年前后 | 前649年前后 |                            |
| 召国   | 召昭公   | 伯           | 姬 | 前622年前后 | 前622年前后 |                            |
| 西虢国 | 虢公丑   | 公           | 姬 | ？          | 前655年     |                            |
| 原国   | 原庄公   | 伯           | 姬 | 前676年之前 | 前673年之后 |                            |
| 原国   | 原伯贯   | 伯           | 姬 | 前635年前后 | 前635年前后 |                            |
| 荣国   | 荣叔     | 子           | 姬 | ？          | ？          |                            |
| 甘国   | 甘昭公   | 伯           | 姬 | ？          | 前635年     |                            |
| 甘国   | 甘成公   | 伯           | 姬 | 前635年     | ？          |                            |
| 单国   | 单伯     | 伯           |    | 前693年前后 | 前693年前后 |                            |
| 尹国   | 尹吉甫   | 子           | 姞 | ？          | 前775年？   |                            |
| 苏国   | 温子     | 子           | 己 | ？          | 前650年     |                            |
| 越国   | 无壬     | 子           | 姒 | ？          | ？          |                            |
| 越国   | 无瞫     | 子           | 姒 | ？          | ？          |                            |

- 日本（神话时代） –

- 神武天皇，前660年－前585年

### 南亞
- 印度
  - 摩揭陀巨车（Brihadratha）王朝 –
    - 遮那竭，国王，前702年－前681年
    - Nandivardhdhana，国王，前681年－前661年

  - 摩揭陀波罗多达（Pradyota）王朝 –
    - Varttivarddhana

  - 释迦族
    - Sinahana

### 西亞
- 埃蘭 –
  - 胡班塔赫（Humban-Tahrid）王朝 –
    - 舒特鲁克·纳洪特二世（Shutur-Nahhunte II），国王，前717年－前699年
    - 哈卢舒·印舒希纳克（Hallushu-Inshushinak），国王，前699年－前693年
    - 库杜尔·纳洪特（Kutir-Nahhunte III），国王，前693年－前692年
    - 胡姆班·伊美纳（Humban-Numena III），国王，前692年－前688年

  - 胡班尼德王朝 –
    - 胡姆班·哈尔塔什一世（Humban-Haltash I），国王，前688年－前681年
    - 胡姆班·哈尔塔什二世（Humban-Haltash II），国王，前681年－前675年
    - 乌尔塔基（Urtak-Inshushinak），国王，前675年－前663年
    - 捷姆提·胡姆班·印舒希纳克（Temti-Humban-Inshushinak I），国王，前663年－前653年
    - 胡姆班·努加什（Humban-Nikash II），国王，前653年－前651年
    - Tammaritu，国王，前652年－前649年
    - Indabibi，国王，前649年– ？
    - Humban-Haltash III，国王，前648年之前－前645/前644年
    - Tammaritu，国王，前647年
    - Humban-Nikash III，国王，前647年
    - Umhuluma，国王，前647年
    - Indattu-Inshushinak IV，国王，前647年－ ？
    - Humban-Hapua，国王，前647年
    - Pa'e，国王，前646年–前645/前644年之前
    - Shutur-Nahhunte III，国王，前646年– ？
    - Humban-Kitin，国王，前7世纪最后25年
    - Humban-Tahrah II，国王，前7、前6世纪
    - Hallutash-Inshushinak，国王，前7、前6世纪

- 米底王国 –

- 迪奧塞斯，国王，前694年－前665年
- 弗拉歐爾特斯，国王，前665年－前633年
- 馬地奧斯，国王，前653年－前625年
- 基亞克薩雷斯，国王，前625年－前585年

- 波斯-安善 –

- 阿契美尼斯
- 阿里亚拉玛纳
- 阿尔萨米斯
- 铁伊斯佩斯，国王，约前655年－前640年
- 居鲁士一世，国王，前640年－前580年

- 亞述帝國
  - 新亞述帝國君王 –

- 辛那赫里布，前705年－前681年
- 阿萨尔哈东，前681年－前668年
- 亚述巴尼拔，前668年－前631年至前627年之间
- 亚述-埃提尔-伊兰尼，约前631年－前627年
- 辛-舒姆-利希尔，前626年
- 辛沙里施昆，约前627年－前612年
- 亚述乌巴立特二世，前612年－约前609年

- 巴比倫
  - 巴比伦第十王朝（新亚述帝国统治下）–
    - 贝尔·伊博尼，前703年－前700年
    - 阿淑尔·那丁·舒米，前700年－前694年
    - 内尔伽尔·乌塞吉布，前694年－前693年
    - 穆塞吉布·马尔杜克，前693年－前689年
    - 辛那赫里布，前689年－前681年
    - 阿萨尔哈东，前681年－前669年
    - 沙马什·舒姆·乌金，前668年－前648年
    - 坎达拉努，前648年－前627年
    - 辛-舒姆-利希尔，前626年
    - 辛沙里施昆，约前627年－前620年

  - 巴比伦第十一王朝（新巴比伦王国）–  
    - 那波帕拉萨尔，约前626年－前605年
    - 尼布甲尼撒二世，约前605年－前562年

- 烏拉爾圖 –

- 阿尔吉什提二世，国王，前714年－前680年
- 鲁萨二世（Rusa II），国王，前680年－前639年
- 萨尔杜里三世（Sarduri III），国王，前645年－前635年
- 埃里米纳（Erimena），国王，前635年－前629年
- 鲁萨三世（Rusa III），国王，前629年－前590年或前615年
- 萨尔杜里四世（Sarduri IV），国王，前615年－前595年

- 呂底亞（國王） –

- 坎道列斯，约前687年去世
- 盖吉兹（Gyges），国王，约前687年–约前652年
- 阿尔狄索斯二世（Ardys），国王，约前652年–约前603年
- 萨迪亚特（Sadyattes），国王，约前603年–约前591年

- 推罗（腓尼基） –

- Elulaios，国王，前729年－前694年
- Abd Melqart，国王，前694年－前680年
- Baal I，国王，前680年－前660年

- 犹大王国 –

- 希西家，国王，前715年－前687年
- 瑪拿西，国王，前687年－前642年
- 亞們，国王，前642年－前640年
- 約西亞，国王，前640年－前609年
- 約哈斯，国王，前609年，在位三个月
- 約雅敬，国王，前609年－前598年

## 非洲
- 库施 –

- Atlanersa，国王，前653年－前640年
- Senkamanisken，国王，前640年－前620年
- Anlamani, 国王，前620年－前600年

- 埃及 –
  - 第三中间期埃及第二十五王朝（库施人） –
    - 沙巴塔卡，法老，前707年－前690年
    - 塔哈尔卡，法老，前690年－前664年
    - 坦沃塔玛尼，法老，前664年－前653年

  - 埃及第二十六王朝 –
    - 普萨美提克一世，法老，前664年－前610年
    - 尼科二世，法老，前610年－前595年
- 昔兰尼 –

- 巴图斯，国王，前630年－前600年

## 歐洲
- 雅典（执政官） –

- 阿山德鲁，前703年－前693年
- 厄里克夏斯（Eryxias），前693年－前683年
- 克瑞翁（Creon），前682年－前681年
- 吕西亚德（Lysiades, 前681年－前680年、前679年－前671年
- 特勒斯亚斯（Tlesias），前680年－前679年
- 列奥斯塔拉图斯（Leostratus），前671年－前670年
- 庇西特拉图（Pisistratus），前669年－前668年
- 奥托斯特尼斯（Autosthenes），前668年－前667年
- 米提亚德（Miltiades），前664年－前663年、前659年－前658年
- 阿里斯多克莱，前663年－前659年
- 德罗皮多（Dropides），前645年－前644年
- 达马修斯（Damasias），前639年－前638年
- 埃帕尼图斯（Epaenetus），前634年－前633年
- 麦加克勒斯（Megacles），前631年－前624年
- 阿里斯忒克穆斯（Aristaechmus），前624年－前623年
- 德拉古，前621年－前620年
- 赫尼奥奇德斯（Heniochides），前615年－前614年
- 克里提亚斯（Aristocles），前605年－前604年

- 斯巴达（国王） –
  - 亚基亚德世系
    - 波吕多洛斯，前741年－前665年
    - 欧里克拉铁斯，前665年－前640年
    - 阿那克桑德尔，前640年－前615年
    - 欧里克拉担达斯，前615年－前590年

  - 歐里龐提德家族
    - 塞奥彭普斯，约前725年－前675年
    - 安那克桑德里达斯一世（Anaxandridas I）约前675年－前645年
    - 阿希达穆斯一世（Zeuxidamas），约前645年－前625年
    - 阿纳克西莱（Anaxidamus），约前625年－前600年
    - 西普卡拉提达斯，又作列奥提西达斯一世（Archidamus I），约前600年－前575年

- 科林斯 –

- 库普塞鲁斯，僭主，约前667年－约前627年
- 佩里安德，僭主，约前627年－约前587年

- 马其顿王国（阿吉德王朝） –

- 佩尔狄卡斯一世（Perdiccas I），前700年－前678年
- 阿尔吉乌斯一世（Argaeus I），前678年－前640年
- 腓力一世（Philip I），前640年－前602年
- 埃洛普斯一世（Aeropus I），前602年－前576年

- 罗马王国 –

- 努马·庞皮里乌斯，前716年－前672年
- 图路斯·荷提里乌斯（Tullus Hostilius），前673年－前642年
- 安库斯·玛尔提乌斯（Ancus Marcius），前642年－前617年
- 卢基乌斯·塔奎尼乌斯·布里斯库斯（Lucius Tarquinius Priscus），前616年－前579年